# Tournoi masculin de handball aux Jeux olympiques d'été de 2008
Cet article traite de l'épreuve masculine. Pour la compétition féminine, voir Tournoi féminin de handball aux Jeux olympiques d'été de 2008.
Navigation
Athènes 2004 Londres 2012
Le tournoi masculin de handball aux Jeux olympiques d'été de 2008 se tient à Pékin du 10 au 24 août 2008.

## Qualifications
| Compétition                            | Date                                    | Lieu           | Place(s)  | Qualifiés           |
| -------------------------------------- | --------------------------------------- | -------------- | --------- | ------------------- |
| Pays organisateur                      | -                                       | -              | 1         | Chine               |
| Championnat du monde 2007              | 19 janvier au 4 février 2007            | Allemagne      | 1         | Allemagne           |
| Jeux panaméricains 2007                | 14 au 29 juillet 2007                   | Rio de Janeiro | 1         | Brésil              |
| Championnat d'Afrique des nations 2008 | 10 au 17 janvier 2008                   | Angola         | 1         | Égypte              |
| Championnat d'Europe 2008              | 17 au 27 janvier 2008                   | Norvège        | 1         | Danemark            |
| Tournois asiatiques de qualification   | 1er au 6 septembre 2007 30 janvier 2008 | Toyota Tokyo   | 1         | Koweït Corée du Sud |
| Tournoi de qualification olympique 1   | 30 mai au 1er juin 2008                 | Pologne        | 2         | Pologne, Islande    |
| Tournoi de qualification olympique 2   | 30 mai au 1er juin 2008                 | France         | 2         | France, Espagne     |
| Tournoi de qualification olympique 3   | 30 mai au 1er juin 2008                 | Croatie        | 2         | Croatie, Russie     |
| Total                                  | Total                                   | Total          | 12 places | 12 places           |

## Tour préliminaire

### Groupe A
|   | Équipe  | Pts | J | G | N | P | Bp  | Bc  | Diff |
| - | ------- | --- | - | - | - | - | --- | --- | ---- |
| 1 | France  | 9   | 5 | 4 | 1 | 0 | 148 | 115 | 33   |
| 2 | Pologne | 7   | 5 | 3 | 1 | 1 | 147 | 138 | 9    |
| 3 | Croatie | 6   | 5 | 3 | 0 | 2 | 140 | 115 | 25   |
| 4 | Espagne | 6   | 5 | 3 | 0 | 2 | 152 | 145 | 7    |
| 5 | Brésil  | 2   | 5 | 1 | 0 | 4 | 129 | 153 | -24  |
| 6 | Chine   | 0   | 5 | 0 | 0 | 5 | 104 | 164 | -60  |

| 10 août 2008 09h00 | Croatie            | 31 – 29 | Espagne  | Gymnase du centre sportif olympique de Pékin Arbitrage : Lemme, Ulrich |
| 10 août 2008 09h00 | Lackovic, Džomba 5 | (16–11) | García 5 | Gymnase du centre sportif olympique de Pékin Arbitrage : Lemme, Ulrich |
| 10 août 2008 09h00 | ×4                 | Todor66 | ×3       | Gymnase du centre sportif olympique de Pékin Arbitrage : Lemme, Ulrich |

| 10 août 2008 14h00 | France    | 34 – 26 | Brésil  | Gymnase du centre sportif olympique de Pékin Arbitrage : Din, Dinu |
| 10 août 2008 14h00 | Girault 7 | (19–11) | Ertel 5 | Gymnase du centre sportif olympique de Pékin Arbitrage : Din, Dinu |
| 10 août 2008 14h00 | ×3 ×2     | Todor66 | ×3 ×4   | Gymnase du centre sportif olympique de Pékin Arbitrage : Din, Dinu |

| 10 août 2008 19h00 | Pologne   | 33 – 19 | Chine          | Gymnase du centre sportif olympique de Pékin Arbitrage : Karbaschi, Kolahdouzan |
| 10 août 2008 19h00 | Jurasik 8 | (21–10) | cinq joueurs 3 | Gymnase du centre sportif olympique de Pékin Arbitrage : Karbaschi, Kolahdouzan |
| 10 août 2008 19h00 | ×3        | Todor66 | ×3             | Gymnase du centre sportif olympique de Pékin Arbitrage : Karbaschi, Kolahdouzan |

| 12 août 2008 09h00 | Brésil         | 14 – 33 | Croatie  | Gymnase du centre sportif olympique de Pékin Arbitrage : Gjeding, Hansen |
| 12 août 2008 09h00 | Ertel, Souza 3 | (9–18)  | Džomba 7 | Gymnase du centre sportif olympique de Pékin Arbitrage : Gjeding, Hansen |
| 12 août 2008 09h00 | ×3 ×4          | Todor66 | ×2 ×3    | Gymnase du centre sportif olympique de Pékin Arbitrage : Gjeding, Hansen |

| 12 août 2008 14h00 | Chine | 19 – 33 | France          | Gymnase du centre sportif olympique de Pékin Arbitrage : Canbro, Claesson |
| 12 août 2008 14h00 | Hao 5 | (7–19)  | trois joueurs 5 | Gymnase du centre sportif olympique de Pékin Arbitrage : Canbro, Claesson |
| 12 août 2008 14h00 | ×3 ×4 | Todor66 | ×3 ×2           | Gymnase du centre sportif olympique de Pékin Arbitrage : Canbro, Claesson |

| 12 août 2008 15h45 | Espagne | 30 – 29 | Pologne             | Gymnase du centre sportif olympique de Pékin Arbitrage : Chernega, Poladenko |
| 12 août 2008 15h45 | Rocas 7 | (16–17) | Jurasik, Lijewski 4 | Gymnase du centre sportif olympique de Pékin Arbitrage : Chernega, Poladenko |
| 12 août 2008 15h45 | ×3 ×1   | Todor66 | ×4 ×5               | Gymnase du centre sportif olympique de Pékin Arbitrage : Chernega, Poladenko |

| 14 août 2008 10h45 | Pologne               | 28 – 25 | Brésil   | Gymnase du centre sportif olympique de Pékin Arbitrage : Karbaschi, Kolahdouzan |
| 14 août 2008 10h45 | Jurecki, Tluczynski 6 | (14–15) | Borges 7 | Gymnase du centre sportif olympique de Pékin Arbitrage : Karbaschi, Kolahdouzan |
| 14 août 2008 10h45 | ×3 ×2                 | Todor66 | ×3 ×5    | Gymnase du centre sportif olympique de Pékin Arbitrage : Karbaschi, Kolahdouzan |

| 14 août 2008 15h45 | Chine | 22 – 36 | Espagne | Gymnase du centre sportif olympique de Pékin Arbitrage : Elmoamli, Shaban Ali |
| 14 août 2008 15h45 | Cui 5 | (12–16) | Tomás 7 | Gymnase du centre sportif olympique de Pékin Arbitrage : Elmoamli, Shaban Ali |
| 14 août 2008 15h45 | ×3 ×2 | Todor66 | ×3 ×1   | Gymnase du centre sportif olympique de Pékin Arbitrage : Elmoamli, Shaban Ali |

| 14 août 2008 20h45 | France     | 23 – 19 | Croatie  | Gymnase du centre sportif olympique de Pékin Arbitrage : Chernega, Paladenko |
| 14 août 2008 20h45 | B. Gille 7 | (11–9)  | Džomba 5 | Gymnase du centre sportif olympique de Pékin Arbitrage : Chernega, Paladenko |
| 14 août 2008 20h45 | ×3 ×2      | Todor66 | ×3 ×4    | Gymnase du centre sportif olympique de Pékin Arbitrage : Chernega, Paladenko |

| 16 août 2008 09h00 | Brésil             | 29 – 22 | Chine                | Gymnase du centre sportif olympique de Pékin Arbitrage : Elmoamli, Shaban Ali |
| 16 août 2008 09h00 | Borges, Laureano 5 | (14–10) | Cui Liang, Cui Lei 4 | Gymnase du centre sportif olympique de Pékin Arbitrage : Elmoamli, Shaban Ali |
| 16 août 2008 09h00 | ×3                 | Todor66 | ×4                   | Gymnase du centre sportif olympique de Pékin Arbitrage : Elmoamli, Shaban Ali |

| 16 août 2008 14h00 | France     | 28 – 21 | Espagne  | Gymnase du centre sportif olympique de Pékin Arbitrage : Lemme, Ullrich |
| 16 août 2008 14h00 | B. Gille 6 | (16–10) | García 7 | Gymnase du centre sportif olympique de Pékin Arbitrage : Lemme, Ullrich |
| 16 août 2008 14h00 | ×3         | Todor66 | ×3       | Gymnase du centre sportif olympique de Pékin Arbitrage : Lemme, Ullrich |

| 16 août 2008 19h00 | Croatie  | 24 – 27 | Pologne      | Gymnase du centre sportif olympique de Pékin Arbitrage : Gjeding, Hansen |
| 16 août 2008 19h00 | Džomba 7 | (12–13) | Tluczynski 7 | Gymnase du centre sportif olympique de Pékin Arbitrage : Gjeding, Hansen |
| 16 août 2008 19h00 | ×3 ×2    | Todor66 | ×2           | Gymnase du centre sportif olympique de Pékin Arbitrage : Gjeding, Hansen |

| 18 août 2008 10h45 | Espagne  | 36 – 35 | Brésil           | Gymnase du centre sportif olympique de Pékin Arbitrage : Baum, Goralczyk |
| 18 août 2008 10h45 | Romero 8 | (20–17) | Pacheco Filho 12 | Gymnase du centre sportif olympique de Pékin Arbitrage : Baum, Goralczyk |
| 18 août 2008 10h45 | ×3 ×4 ×1 | Todor66 | ×3 ×1            | Gymnase du centre sportif olympique de Pékin Arbitrage : Baum, Goralczyk |

| 18 août 2008 15h45 | Croatie | 33 – 22 | Chine | Gymnase du centre sportif olympique de Pékin Arbitrage : Karbaschi, Kolahdouzan |
| 18 août 2008 15h45 | Šprem 8 | (17–13) | Hao 6 | Gymnase du centre sportif olympique de Pékin Arbitrage : Karbaschi, Kolahdouzan |
| 18 août 2008 15h45 | ×2 ×3   | Todor66 | ×3 ×1 | Gymnase du centre sportif olympique de Pékin Arbitrage : Karbaschi, Kolahdouzan |

| 18 août 2008 20h45 | Pologne   | 30 – 30 | France      | Gymnase du centre sportif olympique de Pékin Arbitrage : Liudowyk, Vakula |
| 18 août 2008 20h45 | Jurecki 7 | (16–13) | Karabatic 8 | Gymnase du centre sportif olympique de Pékin Arbitrage : Liudowyk, Vakula |
| 18 août 2008 20h45 | ×2        | Todor66 | ×3          | Gymnase du centre sportif olympique de Pékin Arbitrage : Liudowyk, Vakula |

### Groupe B
|   | Équipe       | Pts | J | G | N | P | Bp  | Bc  | Diff |
| - | ------------ | --- | - | - | - | - | --- | --- | ---- |
| 1 | Corée du Sud | 6   | 5 | 3 | 0 | 2 | 122 | 129 | -7   |
| 2 | Danemark     | 6   | 5 | 2 | 2 | 1 | 137 | 131 | 6    |
| 3 | Islande      | 6   | 5 | 2 | 2 | 1 | 151 | 146 | 5    |
| 4 | Russie       | 5   | 5 | 2 | 1 | 2 | 136 | 131 | 5    |
| 5 | Allemagne    | 5   | 5 | 2 | 1 | 2 | 126 | 130 | -4   |
| 6 | Égypte       | 2   | 5 | 0 | 2 | 3 | 127 | 132 | -5   |

La Corée du Sud devance le Danemark et l'Islande grâce à ses victoires face à ces deux pays tandis que le Danemark et l'Islande sont départagés à la différence de but générale. De même, la Russie et l'Allemagne sont départagés à la différence de but générale.
| 10 août 2008 10h45 | Russie      | 31 – 33 | Islande       | Gymnase du centre sportif olympique de Pékin Arbitrage : Krstic, Ljubic |
| 10 août 2008 10h45 | Igropoulo 9 | (16–19) | Guðjónsson 12 | Gymnase du centre sportif olympique de Pékin Arbitrage : Krstic, Ljubic |
| 10 août 2008 10h45 | ×3 ×6       | Todor66 | ×3            | Gymnase du centre sportif olympique de Pékin Arbitrage : Krstic, Ljubic |

| 10 août 2008 15h45 | Allemagne | 27 – 23 | Corée du Sud  | Gymnase du centre sportif olympique de Pékin Arbitrage : Canbro, Claesson |
| 10 août 2008 15h45 | Kraus 7   | (10–13) | Cho Chi-hyo 7 | Gymnase du centre sportif olympique de Pékin Arbitrage : Canbro, Claesson |
| 10 août 2008 15h45 | ×3        | Todor66 | ×3            | Gymnase du centre sportif olympique de Pékin Arbitrage : Canbro, Claesson |

| 10 août 2008 20h45 | Danemark       | 23 – 23 | Égypte     | Gymnase du centre sportif olympique de Pékin Arbitrage : Gilles Bord, Olivier Buy |
| 10 août 2008 20h45 | Christiansen 6 | (11–10) | El-Ahmar 8 | Gymnase du centre sportif olympique de Pékin Arbitrage : Gilles Bord, Olivier Buy |
| 10 août 2008 20h45 | ×3 ×4 ×1       | Todor66 | ×4         | Gymnase du centre sportif olympique de Pékin Arbitrage : Gilles Bord, Olivier Buy |

| 12 août 2008 10h45 | Égypte      | 27 – 28 | Russie        | Gymnase du centre sportif olympique de Pékin Arbitrage : Liudowyk, Vakula |
| 12 août 2008 10h45 | El Ahmar 10 | (14–14) | Rastvortsev 8 | Gymnase du centre sportif olympique de Pékin Arbitrage : Liudowyk, Vakula |
| 12 août 2008 10h45 | ×3 ×4       | Todor66 | ×3 ×4         | Gymnase du centre sportif olympique de Pékin Arbitrage : Liudowyk, Vakula |

| 12 août 2008 19h00 | Corée du Sud    | 31 – 30 | Danemark    | Gymnase du centre sportif olympique de Pékin Arbitrage : Licis, Stolarovs |
| 12 août 2008 19h00 | Jung Su-young 9 | (13–14) | Nøddesbo 11 | Gymnase du centre sportif olympique de Pékin Arbitrage : Licis, Stolarovs |
| 12 août 2008 19h00 | ×2 ×1           | Todor66 | ×3 ×2       | Gymnase du centre sportif olympique de Pékin Arbitrage : Licis, Stolarovs |

| 12 août 2008 20h45 | Islande      | 33 – 29 | Allemagne | Gymnase du centre sportif olympique de Pékin Arbitrage : Gilles Bord, Olivier Buy |
| 12 août 2008 20h45 | Guðjónsson 8 | (17–14) | Kraus 13  | Gymnase du centre sportif olympique de Pékin Arbitrage : Gilles Bord, Olivier Buy |
| 12 août 2008 20h45 | ×3 ×2        | Todor66 | ×2 ×5 ×1  | Gymnase du centre sportif olympique de Pékin Arbitrage : Gilles Bord, Olivier Buy |

| 14 août 2008 09h00 | Allemagne  | 25 – 23 | Égypte | Gymnase du centre sportif olympique de Pékin Arbitrage : Krstic, Ljubic |
| 14 août 2008 09h00 | Glandorf 7 | (14–14) | Zaky 7 | Gymnase du centre sportif olympique de Pékin Arbitrage : Krstic, Ljubic |
| 14 août 2008 09h00 | ×3 ×5      | Todor66 | ×4 ×8  | Gymnase du centre sportif olympique de Pékin Arbitrage : Krstic, Ljubic |

| 14 août 2008 14h00 | Corée du Sud      | 22 – 21 | Islande                | Gymnase du centre sportif olympique de Pékin Arbitrage : Baum, Goralczyk |
| 14 août 2008 14h00 | Yoon Kyung-shin 6 | (10–9)  | Geirsson, Sigurðsson 5 | Gymnase du centre sportif olympique de Pékin Arbitrage : Baum, Goralczyk |
| 14 août 2008 14h00 | ×3 ×1             | Todor66 | ×4 ×3                  | Gymnase du centre sportif olympique de Pékin Arbitrage : Baum, Goralczyk |

| 14 août 2008 19h00 | Danemark       | 25 – 24 | Russie                     | Gymnase du centre sportif olympique de Pékin Arbitrage : Breto, Huelin |
| 14 août 2008 19h00 | Christiansen 6 | (10–10) | Tchernoïvanov, Igropoulo 6 | Gymnase du centre sportif olympique de Pékin Arbitrage : Breto, Huelin |
| 14 août 2008 19h00 | ×2 ×3          | Todor66 | ×3 ×4                      | Gymnase du centre sportif olympique de Pékin Arbitrage : Breto, Huelin |

| 16 août 2008 10h45 | Égypte        | 22 – 24 | Corée du Sud    | Gymnase du centre sportif olympique de Pékin Arbitrage : Breto, Huelin |
| 16 août 2008 10h45 | Abd Elsalam 8 | (11–8)  | Paek Won-chul 7 | Gymnase du centre sportif olympique de Pékin Arbitrage : Breto, Huelin |
| 16 août 2008 10h45 | ×3 ×6 ×1      | Todor66 | ×3              | Gymnase du centre sportif olympique de Pékin Arbitrage : Breto, Huelin |

| 16 août 2008 15h45 | Russie     | 24 – 24 | Allemagne | Gymnase du centre sportif olympique de Pékin Arbitrage : Gjeding, Hansen |
| 16 août 2008 15h45 | Filippov 6 | (11–10) | Kraus 6   | Gymnase du centre sportif olympique de Pékin Arbitrage : Gjeding, Hansen |
| 16 août 2008 15h45 | ×1 ×6 ×1   | Todor66 | ×4 ×3     | Gymnase du centre sportif olympique de Pékin Arbitrage : Gjeding, Hansen |

| 16 août 2008 20h45 | Danemark   | 32 – 32 | Islande      | Gymnase du centre sportif olympique de Pékin Arbitrage : Canbro, Claesson |
| 16 août 2008 20h45 | Nøddesbo 6 | (18–17) | Guðjónsson 8 | Gymnase du centre sportif olympique de Pékin Arbitrage : Canbro, Claesson |
| 16 août 2008 20h45 | ×3 ×5      | Todor66 | ×2 ×6 ×1     | Gymnase du centre sportif olympique de Pékin Arbitrage : Canbro, Claesson |

| 18 août 2008 09h00 | Islande       | 32 – 32 | Égypte | Gymnase du centre sportif olympique de Pékin Arbitrage : Din, Dinu |
| 18 août 2008 09h00 | Sigurðsson 10 | (14–17) | Zaky 9 | Gymnase du centre sportif olympique de Pékin Arbitrage : Din, Dinu |
| 18 août 2008 09h00 | ×4            | Todor66 | ×3 ×6  | Gymnase du centre sportif olympique de Pékin Arbitrage : Din, Dinu |

| 18 août 2008 14h00 | Russie        | 29 – 22 | Corée du Sud      | Gymnase du centre sportif olympique de Pékin Arbitrage : Gilles Bord, Olivier Buy |
| 18 août 2008 14h00 | Rastvortsev 6 | (17–12) | Yoon Kyung-shin 7 | Gymnase du centre sportif olympique de Pékin Arbitrage : Gilles Bord, Olivier Buy |
| 18 août 2008 14h00 | ×3 ×4         | Todor66 | ×1                | Gymnase du centre sportif olympique de Pékin Arbitrage : Gilles Bord, Olivier Buy |

| 18 août 2008 19h00 | Allemagne | 21 – 27 | Danemark | Gymnase du centre sportif olympique de Pékin Arbitrage : Krstic, Ljubic |
| 18 août 2008 19h00 | Kraus 6   | (12–15) | Boesen 8 | Gymnase du centre sportif olympique de Pékin Arbitrage : Krstic, Ljubic |
| 18 août 2008 19h00 | ×4 ×1     | Todor66 | ×3 ×6    | Gymnase du centre sportif olympique de Pékin Arbitrage : Krstic, Ljubic |

## Phases finales

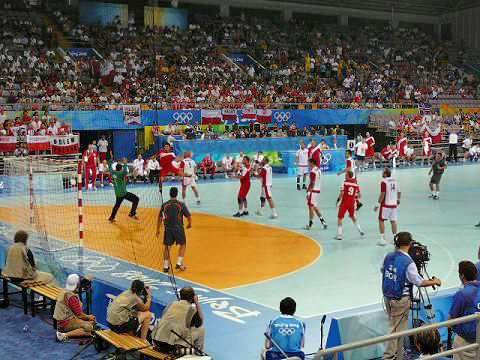
Action lors du quart de finale entre la et l'.
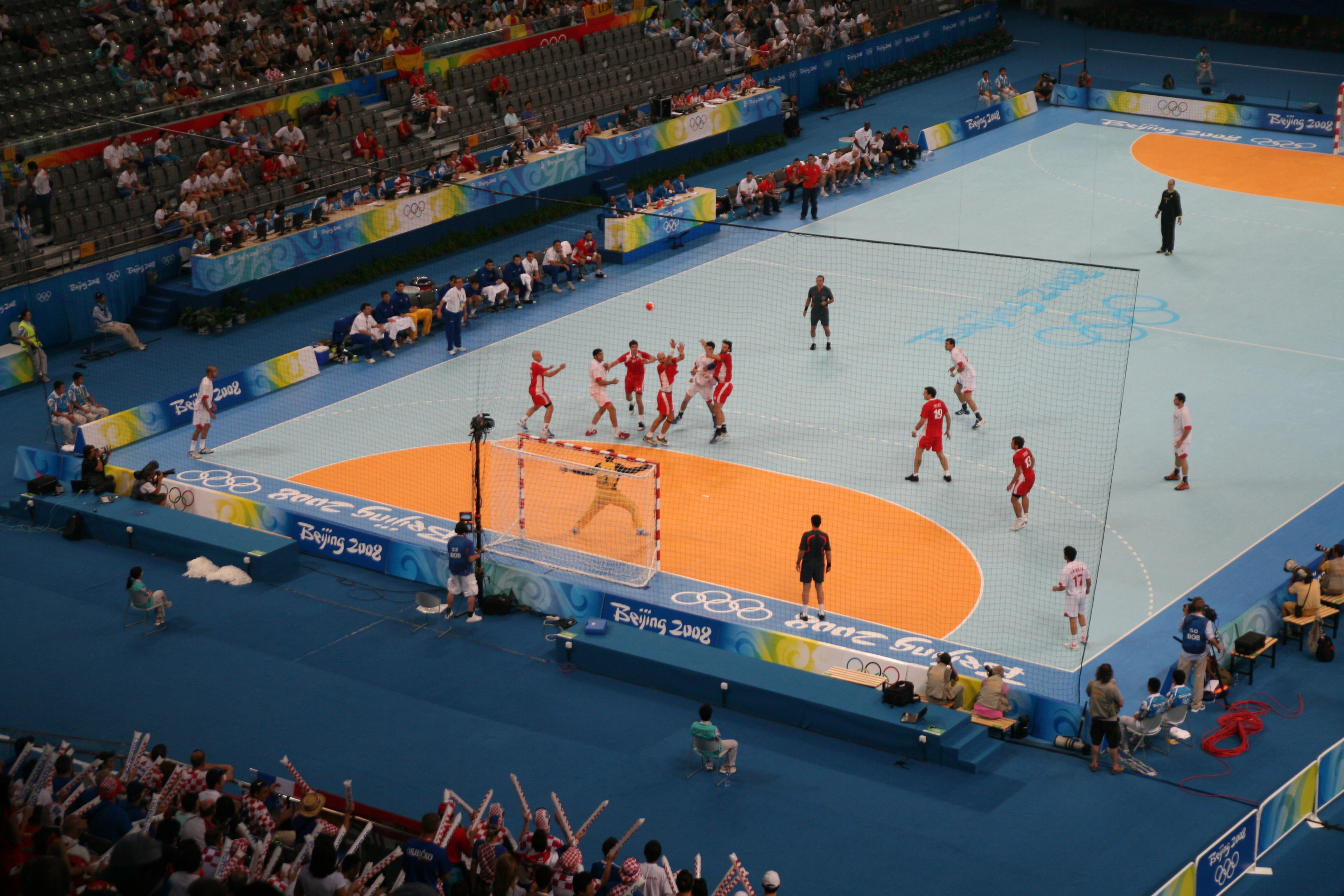
Action lors du match pour la 3e place entre la et l'.
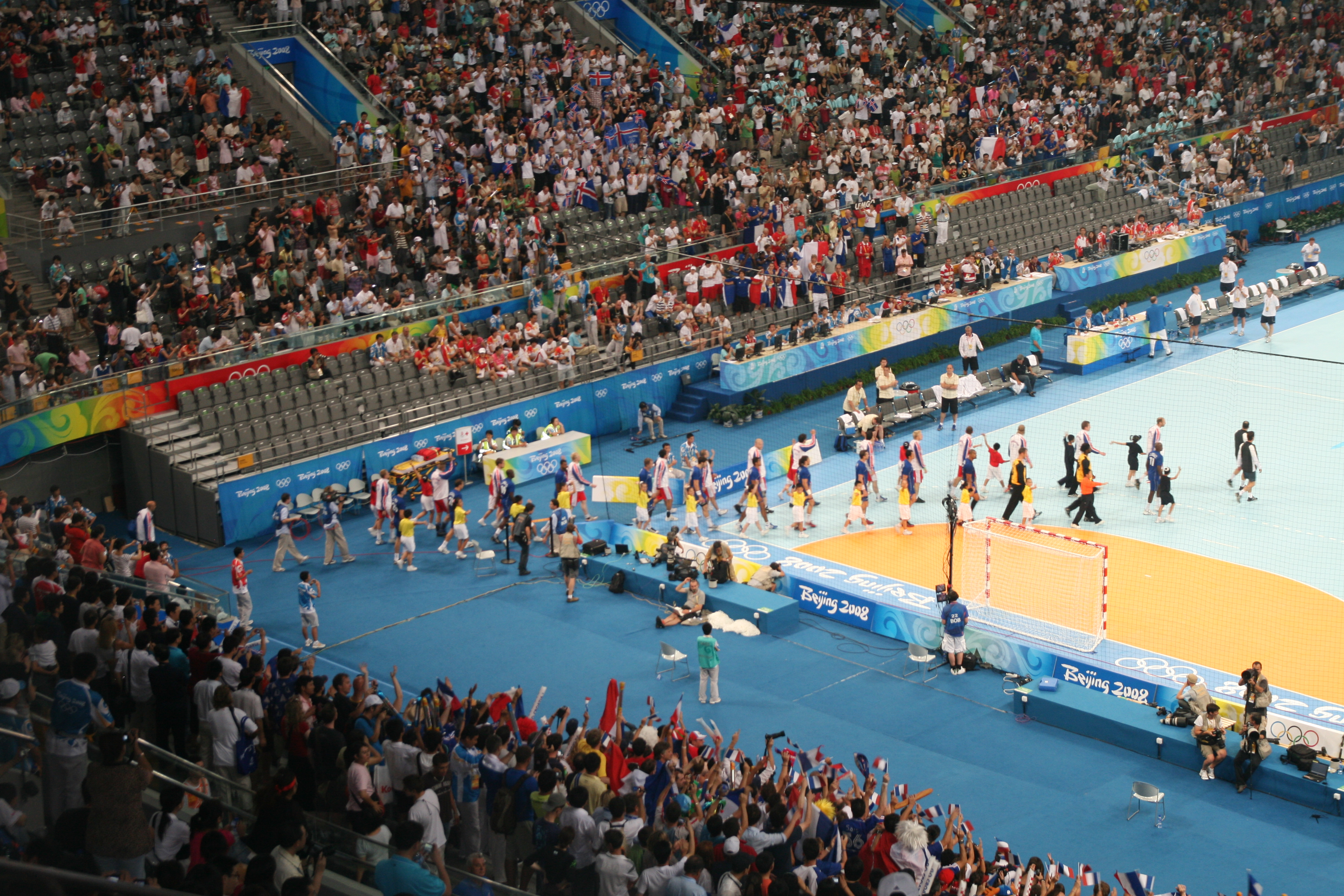
Entrée des joueurs pour la finale entre la et l'.
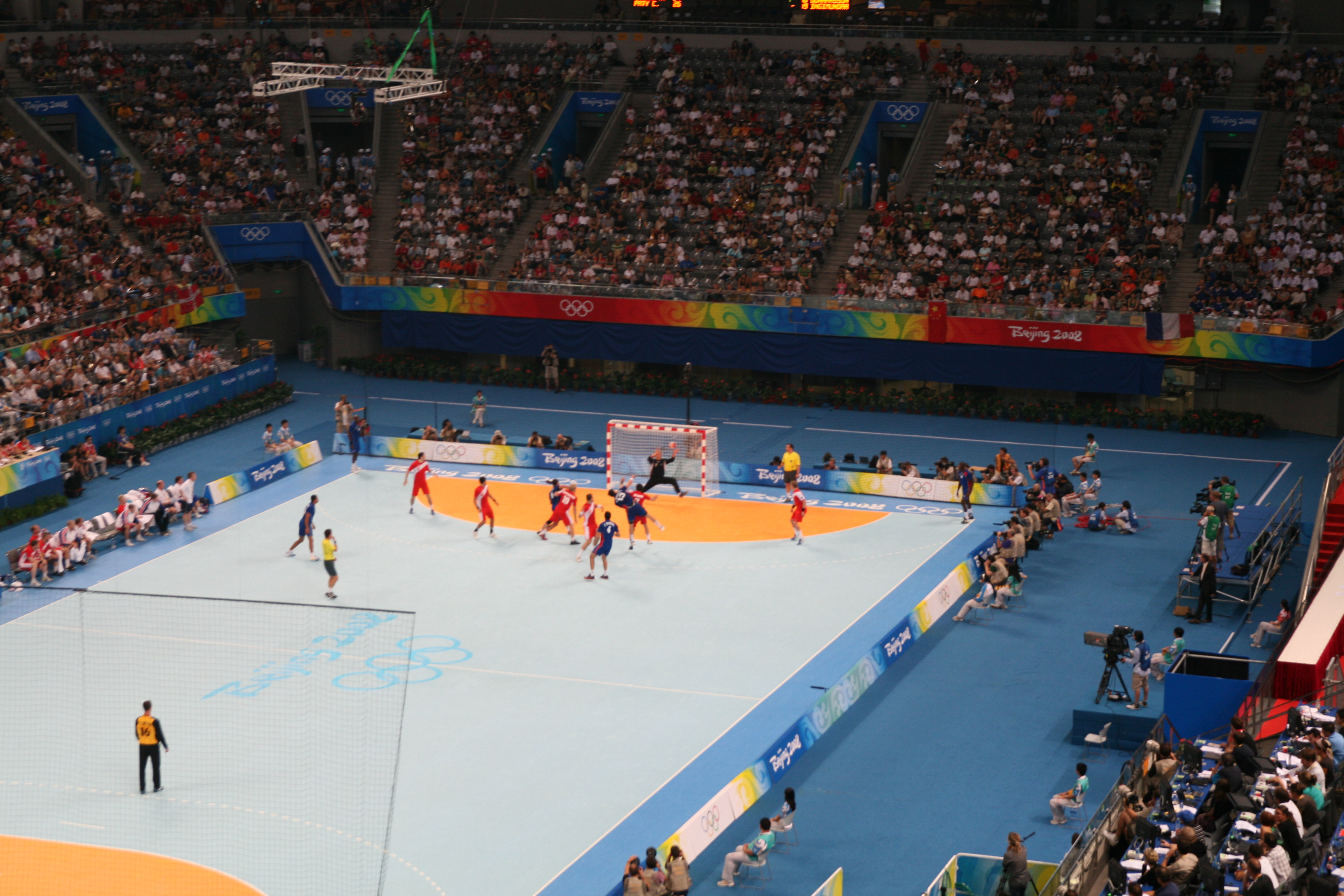
Action lors de la finale entre la et l'.

|  | Quarts de finale | Quarts de finale |              |              | Demi-finales           | Demi-finales           |    |  | Finale       | Finale       |
|  | Quarts de finale | Quarts de finale |              |              | Demi-finales           | Demi-finales           |    |  | Finale       | Finale       |
|  |                  |                  |              |              |                        |                        |    |  |              |              |
|  | 20 août 2008     | 20 août 2008     |              |              | 22 août 2008           | 22 août 2008           |    |  | 24 août 2008 | 24 août 2008 |
|  | 20 août 2008     | 20 août 2008     |              |              | 22 août 2008           | 22 août 2008           |    |  | 24 août 2008 | 24 août 2008 |
|  | Pologne          | 30               |              |              | 22 août 2008           | 22 août 2008           |    |  | 24 août 2008 | 24 août 2008 |
|  | Pologne          | 30               |              |              | 22 août 2008           | 22 août 2008           |    |  | 24 août 2008 | 24 août 2008 |
|  | Islande          | 32               |              |              | 22 août 2008           | 22 août 2008           |    |  | 24 août 2008 | 24 août 2008 |
|  | Islande          | 32               | Islande      | 36           |                        |                        |    |  | 24 août 2008 | 24 août 2008 |
|  | 20 août 2008     |                  | Islande      | 36           |                        |                        |    |  | 24 août 2008 | 24 août 2008 |
|  |                  | Espagne          | 30           |              |                        |                        |    |  | 24 août 2008 | 24 août 2008 |
|  | Corée du Sud     | Espagne          | 30           | 24           |                        |                        |    |  | 24 août 2008 | 24 août 2008 |
|  | Corée du Sud     |                  |              | 24           |                        |                        |    |  | 24 août 2008 | 24 août 2008 |
|  | Espagne          | 29               |              |              |                        |                        |    |  | 24 août 2008 | 24 août 2008 |
|  | Espagne          | 29               | Islande      | 23           |                        |                        |    |  |              |              |
|  | 20 août 2008     |                  | Islande      | 23           |                        |                        |    |  |              |              |
|  |                  | France           | 28           |              |                        |                        |    |  |              |              |
|  | Danemark         | France           | 28           | 24           |                        |                        |    |  |              |              |
|  | Danemark         | 22 août 2008     |              | 24           |                        |                        |    |  |              |              |
|  | Croatie          | 26               |              |              |                        |                        |    |  |              |              |
|  | Croatie          | 26               | Croatie      | 23           |                        |                        |    |  |              |              |
|  | 20 août 2008     | 20 août 2008     | Croatie      | 23           | Match pour la 3e place | Match pour la 3e place |    |  |              |              |
|  | 20 août 2008     | 20 août 2008     |              | France       | Match pour la 3e place | Match pour la 3e place | 25 |  |              |              |
|  | France           | 27               | 24 août 2008 | 24 août 2008 |                        |                        | 25 |  |              |              |
|  | France           | 27               | 24 août 2008 | 24 août 2008 |                        |                        |    |  |              |              |
|  | Russie           | 24               |              | Espagne      | 35                     |                        |    |  |              |              |
|  | Russie           | 24               |              | Espagne      | 35                     |                        |    |  |              |              |
|  |                  |                  |              |              |                        |                        |    |  | Croatie      | 29           |
|  |                  |                  |              |              |                        |                        |    |  | Croatie      | 29           |

- Action lors du quart de finale entre la Pologne et l'Islande.
- Action lors du match pour la 3e place entre la Croatie et l'Espagne.
- Entrée des joueurs pour la finale entre la France et l'Islande.
- Action lors de la finale entre la France et l'Islande.

### Quarts de finale
| 20 août 2008 12h00 | France     | 27 – 24 | Russie      | Gymnase du centre sportif olympique de Pékin Arbitrage : Lemme, Ullrich |
| 20 août 2008 12h00 | Narcisse 9 | (13–10) | Kokcharov 5 | Gymnase du centre sportif olympique de Pékin Arbitrage : Lemme, Ullrich |
| 20 août 2008 12h00 | ×4 ×2      | Todor66 | ×3 ×2       | Gymnase du centre sportif olympique de Pékin Arbitrage : Lemme, Ullrich |

| 20 août 2008 14h15 | Pologne               | 30 – 32 | Islande     | Gymnase du centre sportif olympique de Pékin Arbitrage : Gilles Bord, Olivier Buy |
| 20 août 2008 14h15 | Jachlewski, Tkaczyk 6 | (19–14) | Petersson 6 | Gymnase du centre sportif olympique de Pékin Arbitrage : Gilles Bord, Olivier Buy |
| 20 août 2008 14h15 | ×3 ×8 ×1              | Todor66 | ×2 ×3       | Gymnase du centre sportif olympique de Pékin Arbitrage : Gilles Bord, Olivier Buy |

| 20 août 2008 18h00 | Danemark       | 24 – 26 | Croatie | Gymnase du centre sportif olympique de Pékin Arbitrage : Breto, Huelin |
| 20 août 2008 18h00 | Christiansen 6 | (14–12) | Šprem 7 | Gymnase du centre sportif olympique de Pékin Arbitrage : Breto, Huelin |
| 20 août 2008 18h00 | ×2             | Todor66 | ×2 ×4   | Gymnase du centre sportif olympique de Pékin Arbitrage : Breto, Huelin |

| 20 août 2008 20h15 | Corée du Sud      | 24 – 29 | Espagne | Gymnase du centre sportif olympique de Pékin Arbitrage : Gjeding, Hansen |
| 20 août 2008 20h15 | Jeong Yi-kyeong 7 | (13–14) | Rocas 8 | Gymnase du centre sportif olympique de Pékin Arbitrage : Gjeding, Hansen |
| 20 août 2008 20h15 | ×3                | Todor66 | ×2 ×5   | Gymnase du centre sportif olympique de Pékin Arbitrage : Gjeding, Hansen |

### Demi-finales
| 22 août 2008 18h00 | France             | 25 – 23          | Croatie         | Palais national omnisports de Pékin Arbitrage : Chernega, Poladenko |
| 22 août 2008 18h00 | Burdet, Narcisse 6 | (12–11)          | Horvat, Šprem 5 | Palais national omnisports de Pékin Arbitrage : Chernega, Poladenko |
| 22 août 2008 18h00 | ×4                 | Todor66 Handzone | ×3              | Palais national omnisports de Pékin Arbitrage : Chernega, Poladenko |

| 22 août 2008 20h15 | Islande                | 36 – 30 | Espagne        | Palais national omnisports de Pékin Arbitrage : Krstic, Ljubic |
| 22 août 2008 20h15 | Sigurðsson, Geirsson 7 | (17–15) | Albert Rocas 7 | Palais national omnisports de Pékin Arbitrage : Krstic, Ljubic |
| 22 août 2008 20h15 | ×4 ×9                  | Todor66 | ×3 ×5 ×1       | Palais national omnisports de Pékin Arbitrage : Krstic, Ljubic |

### Match pour la médaille de bronze
| 24 août 2008 13h30 | Croatie   | 29 – 35 | Espagne          | Palais national omnisports de Pékin Arbitrage : Din, Dinu |
| 24 août 2008 13h30 | Duvnjak 7 | (14–12) | García, Prieto 7 | Palais national omnisports de Pékin Arbitrage : Din, Dinu |
| 24 août 2008 13h30 | ×3 ×4     | Todor66 | ×3 ×5            | Palais national omnisports de Pékin Arbitrage : Din, Dinu |

### Finale
| 24 août 2008 15h45 | France             | 28 – 23          | Islande             | Palais national omnisports de Pékin Arbitrage : Lemme, Ullrich |
| 24 août 2008 15h45 | Nikola Karabatic 8 | (15–10)          | Ólafur Stefánsson 5 | Palais national omnisports de Pékin Arbitrage : Lemme, Ullrich |
| 24 août 2008 15h45 | ×3                 | Todor66 Handzone | ×3 ×4               | Palais national omnisports de Pékin Arbitrage : Lemme, Ullrich |

| France                     |                  |       |              |
|                            |                  |       |              |
| 3                          | Didier Dinart    | /     | Suspension   |
| 4                          | Cédric Burdet    | 4/7   |              |
| 5                          | Guillaume Gille  | 0/2   | Suspension   |
| 6                          | Bertrand Gille   | 5/7   | Carton jaune |
| 8                          | Daniel Narcisse  | 2/11  |              |
| 11                         | Olivier Girault  | 1/2   |              |
| 13                         | Nikola Karabatic | 8/9   | Carton jaune |
| 14                         | Christophe Kempé | /     | Suspension   |
| 18                         | Joël Abati       | 1/1   |              |
| 19                         | Luc Abalo        | 4/5   | Carton jaune |
| 21                         | Michaël Guigou   | 3/4   |              |
| 26                         | Cédric Paty      | 0/1   |              |
| Gardiens de buts           |                  |       |              |
| 12                         | Daouda Karaboué  | 2/5   |              |
| 16                         | Thierry Omeyer   | 19/39 | Suspension   |
| Entraîneur : Claude Onesta |                  |       |              |

| France | Statistiques   | Islande |
| ------ | -------------- | ------- |
| 28/49  | Buts marqués   | 23/54   |
| 57%    | % réussite     | 43 %    |
| 2/2    | Jets de 7 m    | 3/5     |
| 3      | Cartons jaunes | 3       |
| 8 min  | Suspensions    | 6 min   |
| 0      | Cartons rouges | 0       |
| 21/44  | Arrêts         | 12/40   |
| 48 %   | % d'arrêts     | 30 %    |

| Islande                            |                          |       |              |
|                                    |                          |       |              |
| 3                                  | Logi Geirsson            | 3/9   | Suspension   |
| 5                                  | Sigfús Sigurðsson        | 1/2   |              |
| 6                                  | Ásgeir Örn Hallgrímsson  | 0/1   | Carton jaune |
| 7                                  | Arnór Atlason            | 4/8   | Suspension   |
| 9                                  | Guðjón Valur Sigurðsson  | 3/10  |              |
| 10                                 | Snorri Steinn Guðjónsson | 4/6   |              |
| 11                                 | Ólafur Stefánsson        | 5/11  |              |
| 14                                 | Sturla Ásgeirsson        | /     |              |
| 15                                 | Alexander Petersson      | 2/5   | Carton jaune |
| 17                                 | Sverre Andreas Jakobsson | /     | Suspension   |
| 18                                 | Róbert Gunnarsson        | 1/2   |              |
| 19                                 | Ingimundur Ingimundarson | /     | Carton jaune |
| Gardiens de buts                   |                          |       |              |
| 1                                  | Björgvin Páll Gústavsson | 12/33 |              |
| 16                                 | Hreiðar Guðmundsson      | 0/7   |              |
| Entraîneur : Guðmundur Guðmundsson |                          |       |              |

| France             | France | Temps | Islande | Islande                  |
| Joueur             | Buts   | Temps | Buts    | Joueur                   |
| ------------------ | ------ | ----- | ------- | ------------------------ |
| Cedric Burdet      | 1      | 1re   | 0       |                          |
|                    | 1      | 2e    | 1       | Ólafur Stefánsson        |
| Daniel Narcisse    | 2      | 5e    | 1       |                          |
|                    | 2      | 5e    | 2       | Snorri Steinn Guðjónsson |
|                    | 2      | 9e    | 3       | Robert Gunnarsson        |
| Nikola Karabatic   | 3      | 11e   | 3       |                          |
| Nikola Karabatic   | 4      | 12e   | 3       |                          |
|                    | 4      | 12e   | 4       | Arnór Atlason            |
| Bertrand Gille     | 5      | 13e   | 4       |                          |
| Cedric Burdet      | 6      | 15e   | 4       |                          |
| Cedric Burdet      | 7      | 15e   | 4       |                          |
| Olivier Girault    | 8      | 16e   | 4       |                          |
| Luc Abalo          | 9      | 17e   | 4       |                          |
|                    | 9      | 18e   | 5       | Alexander Petersson      |
| Nikola Karabatic   | 10     | 19e   | 5       |                          |
|                    | 10     | 19e   | 6       | Ólafur Stefánsson        |
| Bertrand Gille     | 11     | 20e   | 6       |                          |
| Nikola Karabatic   | 12     | 21e   | 6       |                          |
| Michael Guigou     | 13     | 24e   | 6       |                          |
|                    | 13     | 25e   | 7       | Ólafur Stefánsson        |
| Luc Abalo          | 14     | 25e   | 7       |                          |
|                    | 14     | 27e   | 8       | Guðjón Valur Sigurðsson  |
|                    | 14     | 28e   | 9       | Arnór Atlason            |
| Cedric Burdet      | 15     | 28e   | 9       |                          |
|                    | 15     | 30e   | 10      | Arnór Atlason            |
| Mi-temps : 15 – 10 |        |       |         |                          |

| France                | France | Temps | Islande | Islande                  |
| Joueur                | Buts   | Temps | Buts    | Joueur                   |
| --------------------- | ------ | ----- | ------- | ------------------------ |
|                       | 15     | 31e   | 11      | Snorri Steinn Guðjónsson |
| Michael Guigou        | 16     | 31e   | 11      |                          |
| Michael Guigou        | 17     | 34e   | 11      |                          |
|                       | 17     | 34e   | 12      | Guðjón Valur Sigurðsson  |
| Nikola Karabatic      | 18     | 34e   | 12      |                          |
| Luc Abalo             | 19     | 36e   | 12      |                          |
| Bertrand Gille        | 20     | 38e   | 12      |                          |
| Luc Abalo             | 21     | 40e   | 12      |                          |
|                       | 21     | 42e   | 13      | Logi Geirsson            |
| Bertrand Gille        | 22     | 42e   | 13      |                          |
|                       | 22     | 43e   | 14      | Logi Geirsson            |
| Nikola Karabatic      | 23     | 43e   | 14      |                          |
|                       | 23     | 44e   | 15      | Ólafur Stefánsson        |
| Nikola Karabatic      | 24     | 46e   | 15      |                          |
|                       | 24     | 49e   | 16      | Arnór Atlason            |
|                       | 24     | 50e   | 17      | Alexander Petersson      |
| Daniel Narcisse       | 25     | 52e   | 17      |                          |
|                       | 25     | 53e   | 18      | Sigfus Sigurdsson        |
|                       | 25     | 54e   | 19      | Snorri Steinn Guðjónsson |
| Bertrand Gille        | 26     | 54e   | 19      |                          |
|                       | 26     | 55e   | 20      | Logi Geirsson            |
|                       | 26     | 57e   | 21      | Ólafur Stefánsson        |
| Nikola Karabatic      | 27     | 58e   | 21      |                          |
|                       | 27     | 58e   | 22      | Snorri Steinn Guðjónsson |
| Joel Abati            | 28     | 58e   | 22      |                          |
|                       | 28     | 59e   | 23      | Guðjón Valur Sigurðsson  |
| Score final : 28 – 23 |        |       |         |                          |

## Matchs de classement
|  | Demi-finales de classement | Demi-finales de classement |                        |    | Match pour la 5e place | Match pour la 5e place |
|  | Demi-finales de classement | Demi-finales de classement |                        |    | Match pour la 5e place | Match pour la 5e place |
|  |                            |                            |                        |    |                        |                        |
|  | 22 août                    | 22 août                    |                        |    | 24 août                | 24 août                |
|  | 22 août                    | 22 août                    |                        |    | 24 août                | 24 août                |
|  | Russie                     | 28                         |                        |    | 24 août                | 24 août                |
|  | Russie                     | 28                         |                        |    | 24 août                | 24 août                |
|  | Danemark                   | 27                         |                        |    | 24 août                | 24 août                |
|  | Danemark                   | 27                         | Russie                 | 28 |                        |                        |
|  | 22 août                    |                            | Russie                 | 28 |                        |                        |
|  |                            | Pologne                    | 29                     |    |                        |                        |
|  | Pologne                    | Pologne                    | 29                     | 29 |                        |                        |
|  | Pologne                    |                            |                        | 29 |                        |                        |
|  | Corée du Sud               | 26                         |                        |    |                        |                        |
|  | Corée du Sud               | 26                         | Match pour la 7e place |    |                        |                        |
|  |                            |                            |                        |    |                        |                        |
|  | 24 août                    |                            |                        |    |                        |                        |
|  |                            |                            |                        |    |                        |                        |
|  | Danemark                   | 37                         |                        |    |                        |                        |
|  | Danemark                   | 37                         |                        |    |                        |                        |
|  | Corée du Sud               | 26                         |                        |    |                        |                        |
|  | Corée du Sud               | 26                         |                        |    |                        |                        |

### Demi-finales de classement
| 22 août 2008 12h00 | Russie    | 28 – 27 | Danemark       | Palais national omnisports de Pékin Arbitrage : Elmoamli, Shaban Ali |
| 22 août 2008 12h00 | Dibirov 8 | (17–14) | Christiansen 8 | Palais national omnisports de Pékin Arbitrage : Elmoamli, Shaban Ali |
| 22 août 2008 12h00 | ×4 ×2     | Todor66 | ×4 ×5 ×1       | Palais national omnisports de Pékin Arbitrage : Elmoamli, Shaban Ali |

| 22 août 2008 14h15 | Pologne   | 29 – 26 | Corée du Sud      | Palais national omnisports de Pékin Arbitrage : Canbro, Claesson |
| 22 août 2008 14h15 | Jurasik 7 | (15–14) | Yoon Kyung-shin 6 | Palais national omnisports de Pékin Arbitrage : Canbro, Claesson |
| 22 août 2008 14h15 | ×3        | Todor66 | ×3 ×5             | Palais national omnisports de Pékin Arbitrage : Canbro, Claesson |

### Match pour la7eplace
| 24 août 2008 08h00 | Danemark | 37 – 26 | Corée du Sud    | Palais national omnisports de Pékin Arbitrage : Aires Menezes, Aparecido Pinto |
| 24 août 2008 08h00 | Hansen 8 | (15–13) | Ko Kyung-soo 10 | Palais national omnisports de Pékin Arbitrage : Aires Menezes, Aparecido Pinto |
| 24 août 2008 08h00 | ×3 ×4    | Todor66 | ×2 ×1           | Palais national omnisports de Pékin Arbitrage : Aires Menezes, Aparecido Pinto |

### Match pour la5eplace
| 24 août 2008 10h15 | Russie       | 28 – 29 | Pologne   | Palais national omnisports de Pékin Arbitrage : Karbaschi, Kolahdouzan |
| 24 août 2008 10h15 | Kokcharov 10 | (15–14) | Jurasik 6 | Palais national omnisports de Pékin Arbitrage : Karbaschi, Kolahdouzan |
| 24 août 2008 10h15 | ×4 ×5        | Todor66 | ×4        | Palais national omnisports de Pékin Arbitrage : Karbaschi, Kolahdouzan |

## Classement final
| Rang                                | Équipe       | V | N | D | Bp  | Bc  | Diff |  |
| ----------------------------------- | ------------ | - | - | - | --- | --- | ---- |  |
| Médaille d'or, Jeux olympiques      | France       | 7 | 1 | 0 | 228 | 185 | 43   |  |
| Médaille d'argent, Jeux olympiques  | Islande      | 4 | 2 | 2 | 242 | 234 | 8    |  |
| Médaille de bronze, Jeux olympiques | Espagne      | 5 | 0 | 3 | 245 | 234 | 11   |  |
| 4                                   | Croatie      | 4 | 0 | 4 | 218 | 198 | 20   |  |
|                                     |              |   |   |   |     |     |      |  |
| 5                                   | Pologne      | 5 | 1 | 2 | 235 | 214 | 21   |  |
| 6                                   | Russie       | 3 | 1 | 4 | 214 | 214 | 0    |  |
| 7                                   | Danemark     | 3 | 2 | 3 | 213 | 202 | 11   |  |
| 8                                   | Corée du Sud | 3 | 0 | 5 | 198 | 222 | -24  |  |
|                                     |              |   |   |   |     |     |      |  |
| 9                                   | Allemagne    | 2 | 1 | 2 | 117 | 118 | -1   |  |
| 10                                  | Égypte       | 1 | 0 | 4 | 129 | 153 | -24  |  |
| 11                                  | Brésil       | 0 | 2 | 3 | 127 | 132 | -5   |  |
| 12                                  | Chine        | 0 | 0 | 5 | 104 | 164 | -60  |  |

## Statistiques et récompenses

### Équipe-type
L'équipe du tournoi, appelée aussi « all star team », désigne les sept meilleurs joueurs du tournoi à leur poste respectif. Elle est composée de, :
- Meilleur gardien : Thierry Omeyer,  France
- Meilleur ailier gauche : Guðjón Valur Sigurðsson,  Islande
- Meilleur arrière gauche : Daniel Narcisse,  France
- Meilleur demi-centre : Snorri Steinn Guðjónsson,  Islande
- Meilleur pivot : Bertrand Gille,  France
- Meilleur arrière droit : Ólafur Stefánsson,  Islande
- Meilleur ailier droit : Albert Rocas,  Espagne

### Meilleurs buteurs
Les meilleurs buteurs du tournoi sont :
| Rang | Joueur                   | Nation    | Buts | Tirs | %      | 7 m   | MJ | BPM |
| ---- | ------------------------ | --------- | ---- | ---- | ------ | ----- | -- | --- |
| 1    | Juanín García            | Espagne   | 49   | 65   | 75,4 % | 16/22 | 8  | 6,1 |
| 2    | Snorri Steinn Guðjónsson | Islande   | 48   | 77   | 62,3 % | 21/26 | 8  | 6,0 |
| 3    | Guðjón Valur Sigurðsson  | Islande   | 43   | 66   | 65,2 % |       | 8  | 5,4 |
| 4    | Lars Christiansen        | Danemark  | 42   | 59   | 71,2 % | 8/12  | 8  | 5,3 |
| 5    | Michael Kraus            | Allemagne | 38   | 65   | 58,5 % | 5/5   | 5  | 7,6 |
| 6    | Mariusz Jurasik          | Pologne   | 37   | 59   | 62,7 % | -     | 8  | 4,6 |
| 6    | Nikola Karabatic         | France    | 37   | 69   | 53,6 % | 2/3   | 8  | 4,6 |
| 8    | Jesper Nøddesbo          | Danemark  | 36   | 47   | 76,6 % | -     | 8  | 4,5 |
| 8    | Konstantine Igropoulo    | Russie    | 36   | 63   | 57,1 % | 11/13 | 8  | 4,5 |
| 10   | Bertrand Gille           | France    | 35   | 48   | 72,9 % | -     | 8  | 4,4 |
| 10   | Albert Rocas             | Espagne   | 35   | 54   | 64,8 % | 4/5   | 8  | 4,4 |
| 10   | Daniel Narcisse          | France    | 35   | 69   | 50,7 % | -     | 8  | 4,4 |

### Meilleures gardiens de but
Les meilleures gardiens de but du tournoi sont :
| Rang | Joueur                   | Nation    | %      | Arrêts | Tirs | MJ | APM  |
| ---- | ------------------------ | --------- | ------ | ------ | ---- | -- | ---- |
| 1    | Johannes Bitter          | Allemagne | 41,2 % | 70     | 170  | 5  | 14,0 |
| 1    | Thierry Omeyer           | France    | 41,2 % | 84     | 204  | 8  | 10,5 |
| 3    | Mohamed Bakir El-Nakib   | Égypte    | 39,6 % | 59     | 149  | 5  | 11,8 |
| 4    | Sławomir Szmal           | Pologne   | 37,4 % | 85     | 227  | 8  | 10,6 |
| 5    | Oleg Grams               | Russie    | 36,4 % | 91     | 250  | 8  | 11,4 |
| 6    | Kasper Hvidt             | Danemark  | 36,2 % | 94     | 260  | 8  | 11,8 |
| 7    | Alexeï Kostigov (de)     | Russie    | 36,0 % | 31     | 86   | 8  | 3,9  |
| 8    | Maik dos Santos (en)     | Brésil    | 35,9 % | 52     | 145  | 5  | 10,4 |
| 9    | David Barrufet           | Espagne   | 35,8 % | 59     | 165  | 8  | 7,4  |
| 10   | Björgvin Páll Gústavsson | Islande   | 33,2 % | 75     | 226  | 8  | 9,4  |